# Lupita Nyong'o
Pour les articles homonymes, voir Nyong'o et Lupita.
Lupita Nyong'o est une actrice et réalisatrice mexico-kényane-américaine, née le 1er mars 1983 à Mexico,.
Elle accède à la notoriété grâce à son interprétation de Patsey dans le drame acclamé Twelve Years a Slave. Ce rôle lui vaut de nombreuses récompenses, dont, le 2 mars 2014, l'Oscar de la meilleure actrice dans un second rôle. Elle a été désignée « Plus belle femme du monde » pour l'année 2014 par le magazine américain People.
Elle poursuit dans la performance capture pour le personnage de Maz Kanata présent dans trois volets de la saga cinématographique Star Wars : Star Wars, épisode VII : Le Réveil de la Force (2015), Star Wars, épisode VIII : Les Derniers Jedi (2017) et Star Wars, épisode IX : L'Ascension de Skywalker (2019) ainsi que pour le personnage de Raksha dans Le Livre de la jungle (2016).
En 2018, elle intègre l'univers cinématographique Marvel et incarne le personnage de Nakia, introduit dans le blockbuster à succès Black Panther. En parallèle, elle confirme en tant que premiers rôles avec des films comme La Dame de Katwe (2016), Us (2019), Little Monsters (2019).

## Biographie

### Jeunesse et études
Née à Mexico, Lupita Amondi Nyong'o reçoit un premier prénom espagnol, diminutif de Guadalupe, et un deuxième prénom traditionnel luo signifiant qu'elle est née entre trois et cinq heures. Deuxième née d'une fratrie de six enfants, elle est la fille de Peter Anyang' Nyong'o, sénateur du comté de Kisumu au Kenya qui, pendant la naissance de Lupita, était professeur invité au collège de Mexico et de Dorothy Nyong'o, consultante en relations publiques et l'une des directrices de l'Africa Cancer Foundation (« Fondation africaine du cancer »). Elle possède la double nationalité mexicaine et kényane.
De retour au Kenya avant l'âge d'un an, elle entame ses études primaires au Loreto Convent Msongari de Nairobi qu'elle quitte à l'âge de onze ans pour rejoindre la Rusinga Schools, toujours à Nairobi. C'est dans cette école qu'elle commence, grâce à son professeur d'anglais et passionné de théâtre, à s'intéresser à l'art dramatique. C'est ainsi qu'à 14 ans, elle auditionne au Kenya National Theatre (« Théâtre national du Kenya ») pour un rôle dans Roméo et Juliette produit par la troupe des Phoenix Players (en) et, au-delà de ses espérances, obtient le rôle de Juliette.
À l'âge de 16 ans, ses parents l'envoient pendant sept mois pour apprendre l'espagnol à l'université nationale autonome du Mexique avant de l'inscrire à la St Mary School de Nairobi où elle obtient son baccalauréat international.
En 2005, cela lui ouvre les portes du Hampshire College de Amherst, Massachusetts aux États-Unis, où elle obtient, en 2008, un baccalauréat universitaire ès lettres (BA). Pendant cette période, elle occupe des fonctions techniques dans plusieurs productions, notamment celui d'assistante de production pour The Constant Gardener (2005), de stagiaire en postproduction pour The Namesake (2006) et d'assistante stagiaire du chef décorateur pour Where God Left His Shoes (2007).
En 2010, elle reprend ses études et obtient, en 2012, une maîtrise en arts (MFA) à la Yale School of Drama de l'université Yale,. C'est pendant cette période qu'elle peaufine sa maîtrise du jeu d'acteur en participant à plusieurs pièces de théâtre produites par l'école au Yale Repertory Theatre.

### Débuts, production et révélation

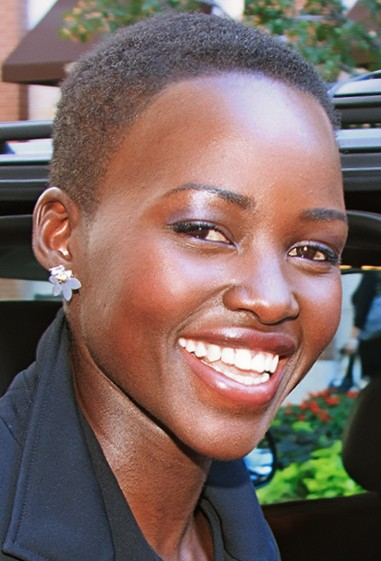
Au Festival international du film de Toronto 2013.

En 2008, sa carrière professionnelle débute, en interprétant le rôle féminin principal dans East River, un court métrage de fiction tourné à Brooklyn.
La même année, après être rentrée au Kenya avec son diplôme du Hampshire College en poche, elle produit et réalise le clip de la chanson The Little Things You Do pour la chanteuse Wahu (en) puis obtient le rôle remarqué d'Ayria dans le soap opera Shuga (en), produit pour la télévision par MTV Base Africa, avec pour sujet la prévention du sida. Elle y apparaît dans une poignée d'épisodes sortis en 2009 et deux sortis en 2012.
Toujours en 2008, elle écrit le scénario du documentaire In My Genes qui explique la difficulté d'être un albinos au Kenya, puis se lance dans sa réalisation et sa production. Sorti en 2009, le film est primé au Festival de Cine Africano de México (« Festival du film africain de Mexico ») de 2008.
En 2012, elle participe à une audition pour un rôle dans Twelve Years a Slave (2013) du réalisateur Steve McQueen et, trois semaines avant l'obtention de sa maîtrise en arts à la Yale School of Drama, elle décroche parmi mille candidates, le rôle de Patsey, une esclave occupée dans une plantation de coton des États confédérés d'Amérique au XIXe siècle. Son rôle lui apporte, hormis huit nominations sans couronnement, pas moins de dix-neuf récompenses de cinéma en 2013 et 2014, dont l'Oscar de la meilleure actrice dans un second rôle aux Oscars du cinéma 2014 devenant ainsi la 15e actrice gagnant un Oscar dès ses débuts dans le 7e art ainsi que la première actrice mexicaine et kényane à obtenir un Oscar.

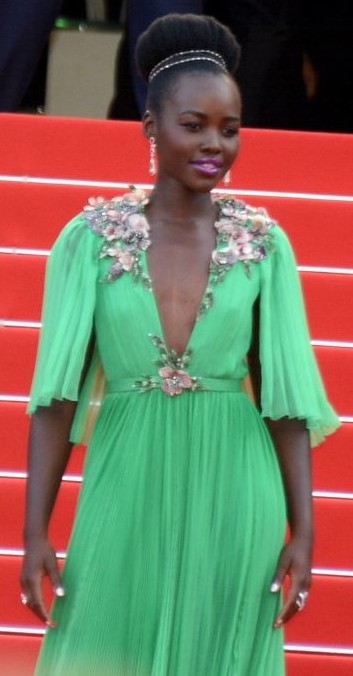
Lupita Nyong'o au Festival de Cannes 2015.

En 2013, elle obtient son deuxième second rôle, celui de l’hôtesse de l'air Gwen Lloyd, dans le thriller d'action Non-Stop (2014), aux côtés de Liam Neeson, du réalisateur Jaume Collet-Serra.
En 2014, elle est choisie comme le nouveau visage de la marque Lancome, devenant la première égérie noire de la marque. Cette même année, elle est élue comme la plus belle femme du monde par le magazine People dans une liste de cinquante femmes. Aussi, elle est désignée « personnalité africaine de l'année » par le magazine togolais Africa Top Success. L'actrice se présentait contre cinq adversaires : Isabel dos Santos, Angélique Kidjo, Daphne Mashile-Nkosi, Fatou Bensouda et Koki Mutungi.
Dans le même temps, elle s’engage auprès de l’association WildAid qui protège les éléphants au Kenya.

### Confirmation et diversification

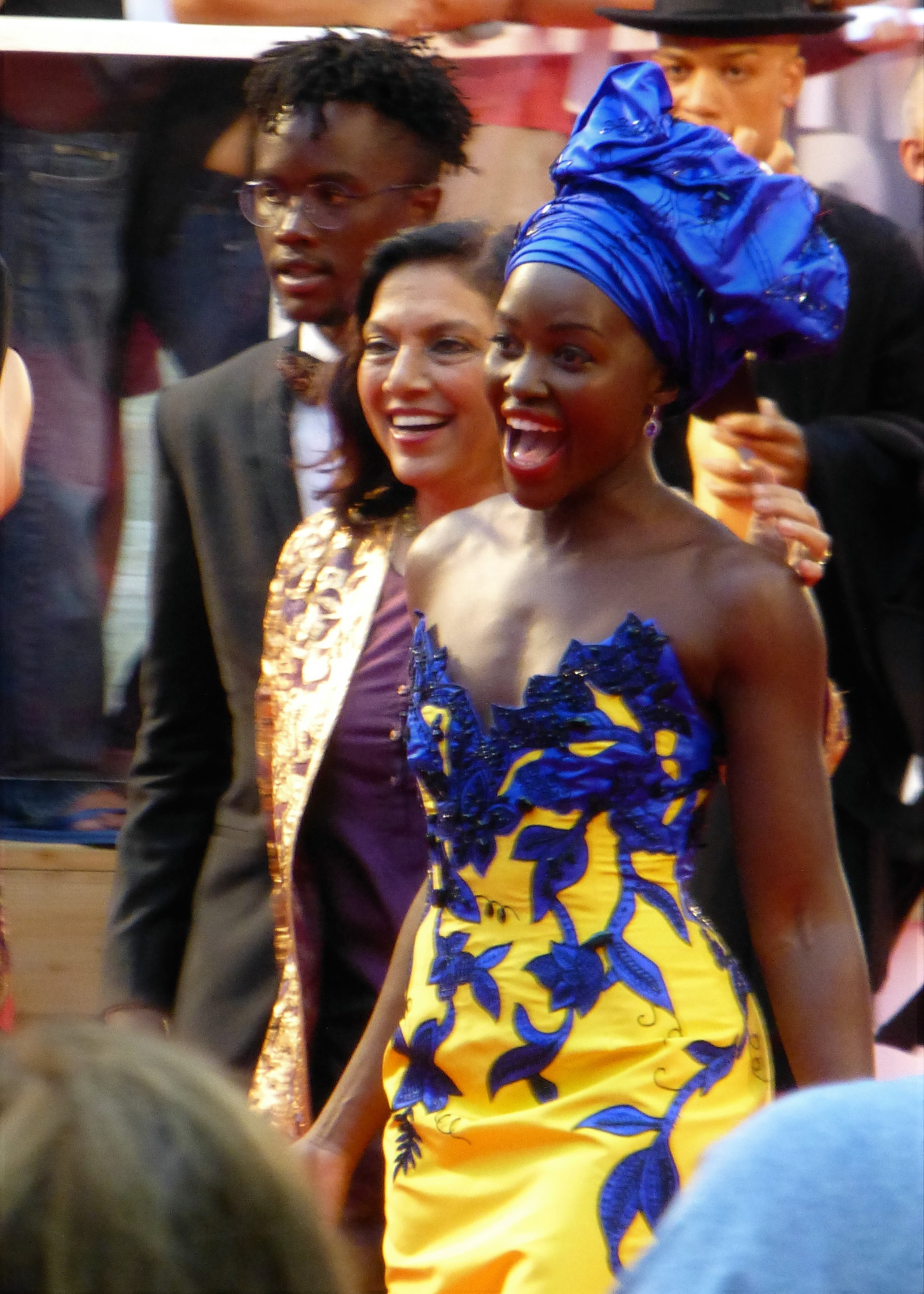
Au Festival international du film de Toronto 2016 pour la présentation de La Dame de Katwe.

En 2015, Nyong'o joue dans Star Wars, épisode VII : Le Réveil de la Force. Cette année-là, elle fait ses débuts dans une production Broadway pour Eclipsed, écrit par l'actrice Danai Gurira. La pièce dramatique est présentée à New York, le 14 octobre 2015 avant une série de représentations du 6 mars au 19 juin 2016. À l'image de ses débuts sur grand écran, son premier rôle au théâtre lui vaut les éloges de la critique,,. Elle remporte le Theatre World Awards de la meilleure actrice et une nomination pour le Tony Award de la meilleure actrice dans une pièce.
En 2016, justement, en parallèles, elle prête sa voix au personnage de Raksha pour le film d'aventures Le Livre de la jungle. Cette production développé par Walt Disney Pictures, d'après le roman éponyme de Rudyard Kipling, est un remake du film d'animation Le Livre de la jungle produit en 1967 par le même studio. Le long métrage remporte l'Oscar des meilleurs effets visuels. La même année encore, elle joue aussi dans le drame biographique La Dame de Katwe, toujours distribué par la société Walt Disney Studios Distribution. C'est une nouvelle fois un second rôle remarqué, cette œuvre est saluée par la critique et lui vaut quelques citations. Il s'agit d'une adaptation cinématographique du roman de Tim Crothers (en).
En 2017, elle reste fidèle au rôle de Maz Kanata pour le blockbuster Star Wars, épisode VIII : Les Derniers Jedi, mais aussi pour les téléfilms qui y sont liés, ainsi que la série télévisée d'animation, en deux saisons, intitulée Star Wars : Forces du destin.

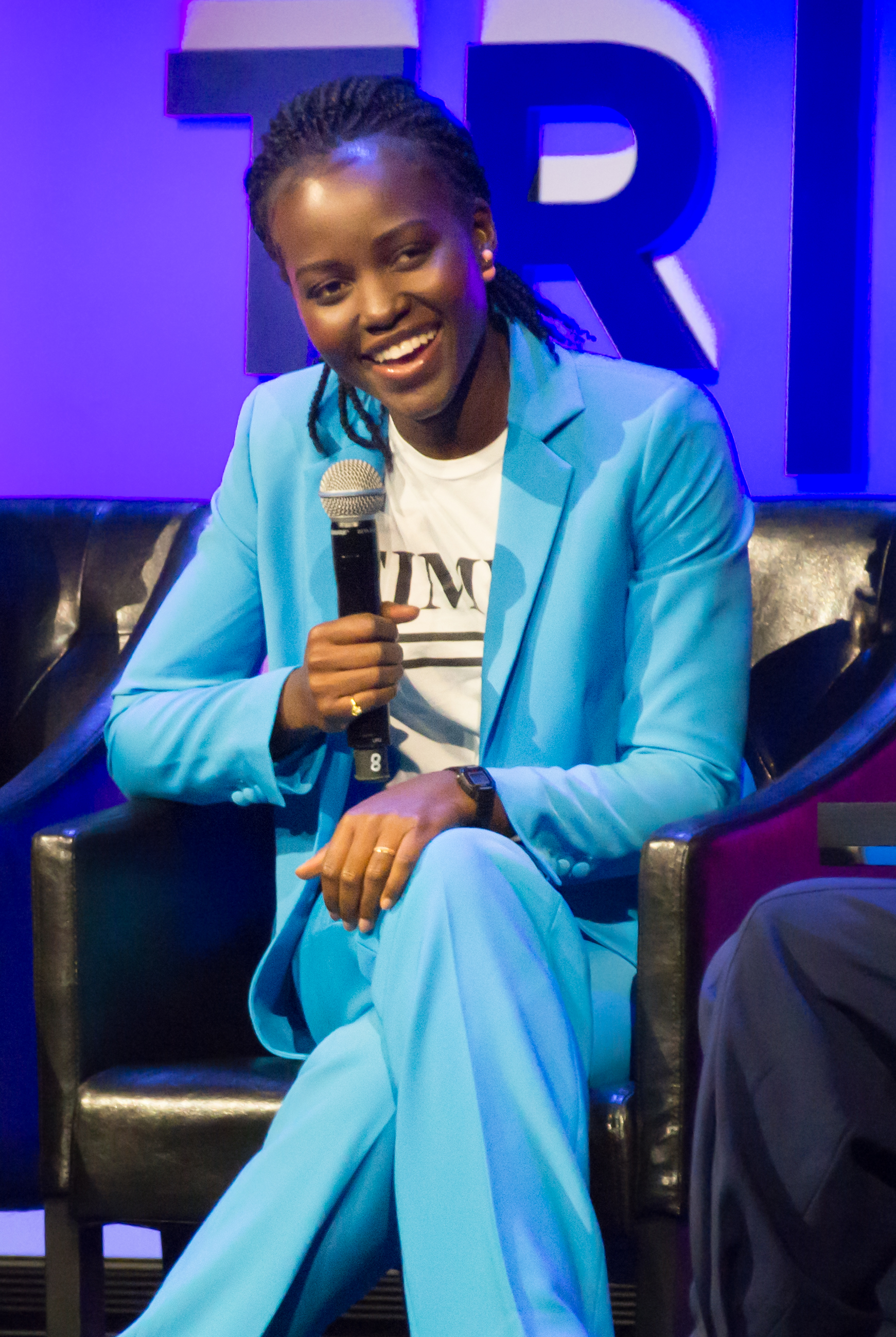
Au Festival du film de Tribeca 2018.

En 2018, elle incarne le personnage de Nakia pour le blockbuster Black Panther, qui reçoit un accueil critique dithyrambique en plus d'un large succès commercial. Actrice engagée, à l’occasion de la sortie de ce blockbuster, elle offre 600 places de cinéma aux enfants du village kényan, où elle a grandi.
La même année, elle devient l'une des nouvelles égéries de Calvin Klein et elle est pressentie pour rejoindre le remake de Charlie et ses drôles de dames aux côtés de Kristen Stewart et Naomi Scott,, mais elle est finalement écartée du projet.
Elle peut cependant compter sur la seconde production du réalisateur Jordan Peele, sortie en 2019, le thriller horrifique Us, attendu à la suite du succès de son premier film Get Out. Elle y occupe le premier rôle féminin aux côtés de Winston Duke, avec qui elle a déjà travaillé dans Black Panther. Le film est un franc succès et lui vaut une nouvelle vague de récompenses et nominations lors de cérémonies de remises de prix. Cette fois-ci, dans la catégorie meilleure actrice.
La même année, elle retrouve aussi le personnage de Maz Kanata pour Star Wars, épisode IX. Elle joue aussi dans la comédie noire, présentée au Festival du film de Sundance 2019, Little Monsters aux côtés de Josh Gad. Puis, elle fait la une du magazine Vanity Fair du 3 septembre 2019. Elle écrit en 2019 un livre pour enfants, Sulwe, illustré par Vashti Harrison et sorti trois ans plus tard en français aux éditions Michel Lafon,.
En 2020, elle retrouve Danai Gurira pour l'adaptation en mini-série du livre qui a rencontré un franc succès en 2013, Americanah, pour le réseau HBO. En 2023, elle devient la productrice exécutive du film soudanais Goodbye Julia.
Lupita Nyong’o préside en février 2024 le jury de la Berlinale. Elle est la première personne de couleur noire à occuper cette fonction. Elle succède à Kristen Stewart.

## Filmographie

### Comme actrice

#### Cinéma

##### Longs métrages
- 2013 : 12 Years a Slave de Steve McQueen : Patsey
- 2014 : Non-Stop de Jaume Collet-Serra : Gwen Lloyd
- 2015 : Star Wars, épisode VII : Le Réveil de la Force (The Force Awakens) de J. J. Abrams : Maz Kanata
- 2016 : Le Livre de la jungle (The Jungle Book) de Jon Favreau : Raksha (voix)
- 2016 : La Dame de Katwe (Queen of Katwe) de Mira Nair : Harriet Mutesi
- 2017 : Star Wars, épisode VIII : Les Derniers Jedi (The Last Jedi) de Rian Johnson : Maz Kanata
- 2018 : Black Panther de Ryan Coogler : Nakia
- 2019 : Us de Jordan Peele : Adélaïde Wilson / Red
- 2019 : Little Monsters d'Abe Forsythe : Miss Audrey Caroline
- 2019 : Star Wars, épisode IX : L'Ascension de Skywalker (Star Wars: Episode IX – The Rise of Skywalker) de J. J. Abrams : Maz Kanata
- 2020 : Black Is King de Beyoncé : elle-même
- 2022 : 355 (The 355) de Simon Kinberg : Khadijah
- 2022 : Black Panther: Wakanda Forever de Ryan Coogler : Nakia
- 2024 : Sans un bruit : jour 1 (A Quiet Place: Day One) de Michael Sarnoski : Samira
- 2024 : Le Robot Sauvage (The Wild Robot) de Chris Sanders : Roz (voix)
- 2026 : L'Odyssée (The Odyssey) de Christopher Nolan : Clytemnestre

##### Courts métrages
- 2006 : Roho de Cajetan Boy : Laila
- 2008 : East River de Marc Grey : F
- 2018 : Jack: Part One de Mathias Chelebourg : The Giant (voix originale)

#### Télévision

##### Téléfilms
- 2017 : Star Wars Forces of Destiny: Volume 1 de Roque Ballesteros, Alan Lau et Brad Rau : Maz Kanata (voix)
- 2017 : Star Wars Forces of Destiny: Volume 2 de Brad Rau : Maz Kanata (voix)
- 2018 : Star Wars Forces of Destiny: Volume 3 de Brad Rau : Maz Kanata (voix)
- 2018 : Star Wars Forces of Destiny: Volume 4 de Brad Rau : Maz Kanata (voix)

##### Séries télévisées
- 2009-2012 : Shuga : Ayira (rôle récurrent - 5 épisodes)
- 2014 : La Nature Parle : Fleur (documentaire ; voix ; saison 1, épisode 8)
- 2017-2018 : Star Wars : Forces du destin (Star Wars: Forces of Destiny) : Maz Kanata (voix)
- 2023 : Big Mouth : Asha (voix ; saison 7, épisode 6)
- prochainement : Americanah : Ifemelu (mini-série ; rôle principal, également productrice)

#### Jeux vidéo
- 2016 : Lego Star Wars : Le Réveil de la Force (Lego Star Wars: The Force Awakens) de TT Games : Maz Kanata (voix)

### Comme assistante de production
- 2005 : The Constant Gardener de Fernando Meirelles - assistante productrice
- 2006 : Un nom pour un autre (The Namesake) de Mira Nair - assistante productrice
- 2007 : Where God Left His Shoes de Salvatore Stabile - assistante productrice

### Comme réalisatrice
- 2009 : In My Genes - également scénariste, productrice et monteuse
- 2009 : The Little Things You Do (clip), chanson de Wahu (en)[13]

## Théâtre
Sauf indication contraire ou complémentaire, les informations mentionnées dans cette section proviennent de la base de données IBDb.
- 2016 : Eclipsed de Liesl Tommy, écrit par Danai Gurira[24]

## Distinctions

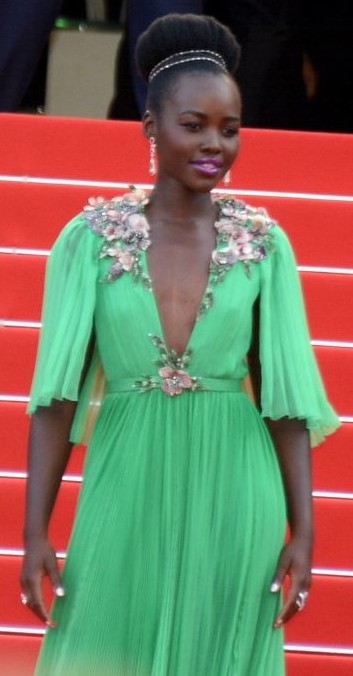
Lupita Nyong'o au Festival de Cannes 2015.

Cette section récapitule les principales récompenses et nominations obtenues par Lupita Nyong'o, pour une liste plus complète, se référer aux sites IMDbet IBDb.

### Récompenses
- Festival de Cine Africano de México 2008 : 1er prix pour In My Genes
- Africain-American Film Critics Association Awards 2013 : révélation de l'année pour Twelve Years a Slave
- Alliance of Women Film Journalists Awards 2013 : meilleure actrice dans un second rôle et meilleur espoir pour Twelve Years a Slave
- Black Film Critics Circle Awards 2013 : 
  - meilleure actrice dans un second rôle pour Twelve Years a Slave
  - meilleure distribution dans un film pour Twelve Years a Slave
- Boston Online Film Critics Association Awards 2013 : meilleure actrice dans un second rôle pour Twelve Years a Slave
- Chicago Film Critics Association Awards 2013 : meilleure actrice dans un second rôle pour Twelve Years a Slave
- Dallas-Fort Worth Film Critics Association Awards 2013 : meilleure actrice dans un second rôle pour Twelve Years a Slave
- EDA Awards 2013 : meilleure actrice dans un second rôle et meilleur espoir féminin  pour Twelve Years a Slave
- Florida Film Critics Circle Awards 2013 : meilleure actrice dans un second rôle pour Twelve Years a Slave
- Houston Film Critics Society Awards 2013 : meilleure actrice dans un second rôle pour Twelve Years a Slave
- Festival international du film des Hamptons 2013 : Breakthrough Performer
- Festival du film de Hollywood 2013 : New Hollywood Award
- Kansas City Film Critics Circle Awards 2013 : meilleure actrice dans un second rôle pour Twelve Years a Slave
- Los Angeles Film Critics Association 2013 : meilleure actrice dans un second rôle pour Twelve Years a Slave
- Las Vegas Film Critics Society 2013 : meilleure actrice dans un second rôle pour Twelve Years a Slave
- New York Film Critics Online 2013 : meilleure actrice dans un second rôle pour Twelve Years a Slave
- Online Film Critics Society Awards 2013 : meilleure actrice dans un second rôle pour Twelve Years a Slave
- Phoenix Film Critics Society Awards 2013 : meilleure actrice dans un second rôle pour Twelve Years a Slave
- Southeastern Film Critics Association Awards 2013 : meilleure actrice dans un second rôle pour Twelve Years a Slave
- St. Louis Film Critics Association Awards 2013 : meilleure actrice dans un second rôle pour Twelve Years a Slave
- Village Voice Film Poll : meilleure actrice dans un second rôle pour Twelve Years a Slave
- Washington D.C. Area Film Critics Association Awards 2013 : meilleure actrice dans un second rôle pour Twelve Years a Slave
- Women's Image Network Awards 2013 : meilleure actrice dans un film pour Twelve Years a Slave
- Acapulco Black Film Festival 2014 : meilleure actrice dans un second rôle pour Twelve Years a Slave
- BET Awards 2014 : meilleure actrice pour Twelve Years a Slave
- Black Reel Awards 2014 :
  - meilleure actrice dans un second rôle pour Twelve Years a Slave
  - révélation de l'année pour Twelve Years a Slave
- Festival international du film de Palm Springs 2014 : Breakthrough Performance Award pour Twelve Years a Slave
- Film Independent's Spirit Awards 2014 : meilleure actrice dans un second rôle pour Twelve Years a Slave
- Georgia Film Critics Association Awards 2014 : meilleure actrice dans un second rôle pour Twelve Years a Slave
- Gold Derby Awards 2014 : 
  - meilleure actrice dans un second rôle pour Twelve Years a Slave
  - révélation de l'année pour Twelve Years a Slave
- North Carolina Film Critics Association 2014 : meilleure actrice dans un second rôle pour Twelve Years a Slave
- NAACP Image Awards 2014 : meilleure actrice dans un second rôle pour Twelve Years a Slave
- London Film Critics Circle Awards 2014 : meilleure actrice dans un second rôle pour Twelve Years a Slave
- Critics' Choice Movie Awards 2014 : meilleure actrice dans un second rôle pour Twelve Years a Slave
- Screen Actors Guild Awards 2014 : meilleure actrice dans un second rôle pour Twelve Years a Slave

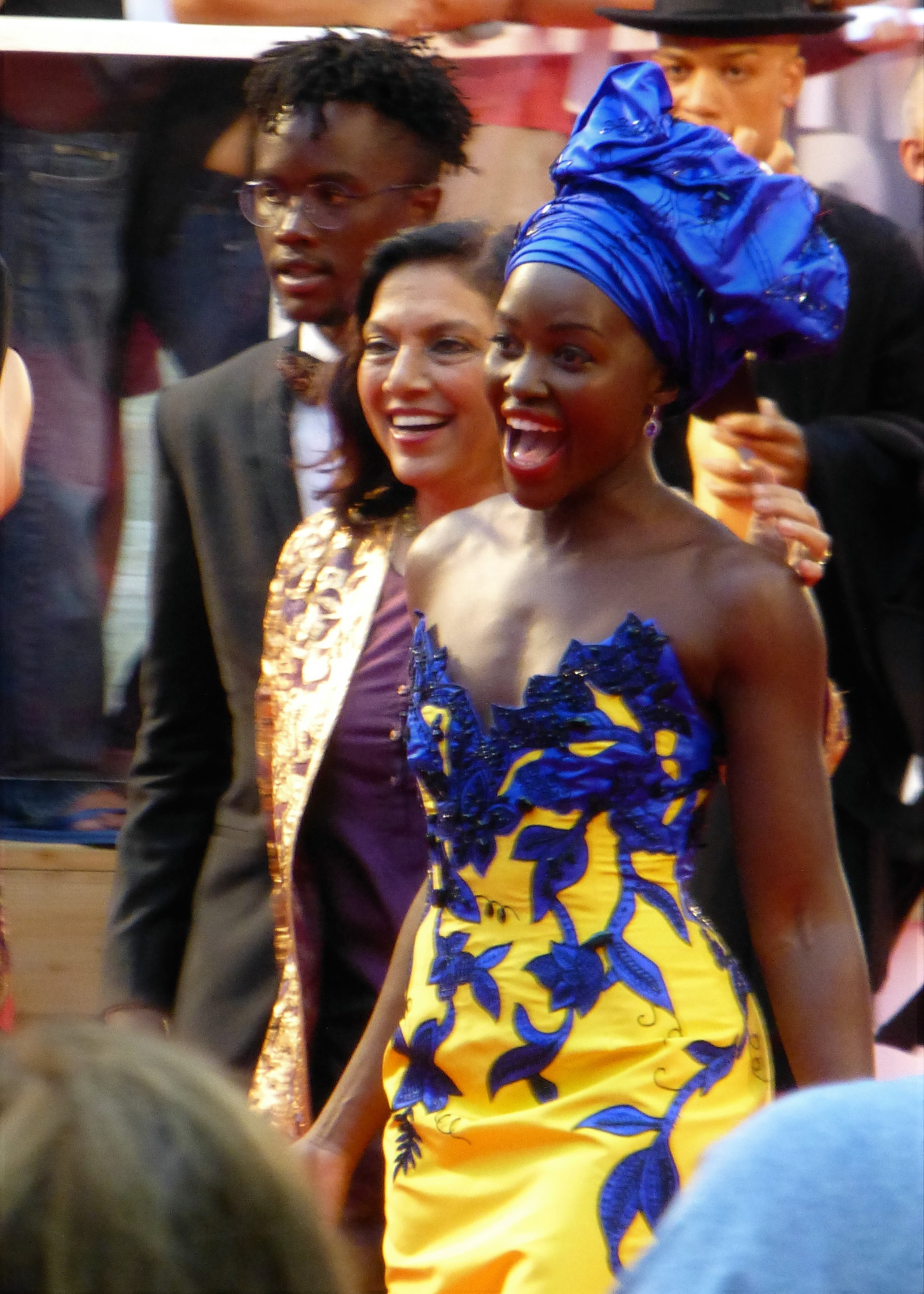
Au Festival international du film de Toronto 2016 pour la présentation de Queen of Katwe.

- Oscars du cinéma 2014 : Oscar de la meilleure actrice dans un second rôle pour Twelve Years a Slave
- Independent Spirit Awards 2014 : meilleure actrice dans un second rôle pour Twelve Years a Slave
- Theatre World Awards 2016 : Meilleure actrice dans une pièce pour Eclipsed
- Obie Awards 2016 : meilleure performance pour Eclipsed[46]
- Screen Actors Guild Awards 2019 : meilleure distribution pour Black Panther

### Nominations
- Boston Society of Film Critics 2013 : meilleure actrice dans un second rôle pour Twelve Years a Slave
- Detroit Film Critics Society 2013 : meilleure actrice dans un second rôle pour Twelve Years a Slave
- Gotham Awards 2013 : révélation de l'année pour Twelve Years a Slave
- New York Film Critics Circle 2013 : meilleure actrice dans un second rôle pour Twelve Years a Slave
- San Diego Film Critics Society Awards 2013 : meilleure actrice dans un second rôle pour Twelve Years a Slave
- San Francisco Film Critics Circle 2013 : meilleure actrice dans un second rôle pour Twelve Years a Slave
- Satellite Awards 2013 : meilleure actrice dans un second rôle pour Twelve Years a Slave
- Toronto Film Critics Association 2013 : meilleure actrice dans un second rôle pour Twelve Years a Slave
- Acapulco Black Film Festival 2014 : révélation de l'année pour Twelve Years a Slave
- BAFTA 2014 : 
  - meilleure actrice dans un second rôle pour Twelve Years a Slave
  - Rising Star Award de la révélation de l'année
- Central Ohio Film Critics Association Awards 2014 : meilleure actrice dans un second rôle pour Twelve Years a Slave
- Denver Film Critics Society 2014 : meilleure actrice dans un second rôle pour Twelve Years a Slave
- Empire Awards 2014 :
  - révélation féminine
  - meilleure actrice dans un second rôle pour Twelve Years a Slave
- Golden Globes 2014 : meilleure actrice dans un second rôle pour Twelve Years a Slave
- Georgia Film Critics Association Awards 2014 : révélation de l'année pour Twelve Years a Slave
- Guardian Film Awards 2014 : meilleure actrice dans un second rôle pour Twelve Years a Slave
- Independent Spirit Awards 2014 : meilleure actrice dans un second rôle pour Twelve Years a Slave
- National Society of Film Critics 2014 : meilleure actrice dans un second rôle pour Twelve Years a Slave
- Satellite Awards 2014 : meilleure actrice dans un second rôle pour Twelve Years a Slave
- Seattle Film Critics Association 2014 : meilleure actrice dans un second rôle pour Twelve Years a Slave
- Screen Actors Guild Awards 2014 : meilleure distribution pour Twelve Years a Slave
- MTV Movie & TV Awards 2014 : meilleure interprétation féminine pour Twelve Years a Slave
- Vancouver Film Critics Circle 2014 : meilleure actrice dans un second rôle pour Twelve Years a Slave
- Saturn Awards 2016 : Meilleure actrice dans un second rôle pour Star Wars: Épisode VII - Le réveil de la Force
- MTV Movie & TV Awards 2016 : meilleure interprétation virtuelle pour Star Wars: Épisode VII - Le réveil de la Force
- Tony Awards 2016 : meilleure actrice dans une pièce pour Eclipsed
- Black Reel Awards 2017 : 
  - meilleure performance vocale pour Le livre de la jungle
  - meilleure actrice dans un second rôle pour Le livre de la jungle
- Central Ohio Film Critics Association Awards 2017 : meilleure actrice dans un second rôle pour Queen of Katwe
- NAACP Image Awards 2017 : meilleure actrice dans un second rôle pour Queen of Katwe
- BET Awards 2018 :
  - meilleure actrice pour Black Panther
  - meilleure actrice pour Star Wars: Episode VIII - The Last Jedi
- Saturn Awards 2018 : Meilleure actrice pour Black Panther
- Teen Choice Awards 2018 : 
  - meilleure actrice dans un film de science-fiction pour Black Panther
  - meilleur baiser pour Black Panther, nomination partagée avec Chadwick Boseman
  - meilleur couple à l'écran pour Black Panther, nomination partagée avec Chadwick Boseman
- MTV Movie & TV Awards 2018 : meilleure équipe à l'écran pour Black Panther, nomination partagée avec Chadwick Boseman, Danai Gurira et Letitia Wright
- Black Reel Awards 2019 : meilleure actrice dans un second rôle pour Black Panther
- Kids' Choice Awards 2019 : meilleure actrice dans un film pour Black Panther
- MTV Movie & TV Awards 2019 : 
  - meilleure performance dans un film pour Us
  - meilleur méchant dans un film pour Us
- NAACP Image Awards 2019 : meilleure actrice dans un second rôle pour Black Panther
- Saturn Awards 2019 : meilleure actrice pour Us

## Voix francophones
En version française, Lupita Nyong'o est régulièrement doublée par Marie Tirmont qui est sa voix dans12 Years a Slave, la troisième trilogie de Star Wars et Little Monsters. Elle est également doublée à trois reprises par Fily Keita dans les films Black Panther et 355 ainsi qu'à titre exceptionnel par Agnès Cirasse dans Non-Stop, Célia Torrens dans La Dame de Katwe et Mélissa Windal dans Us.
En version québécoise, elle est principalement doublée par Catherine Hamann qui est sa voix dans la troisième trilogie de Star Wars, Panthère noire et Nous. Elle est également doublée par Annie Girard dans Esclave pendant douze ans et Valérie Cantin dans Sans arrêt.